# Liolaemus senguer
Liolaemus senguer är en ödleart som beskrevs av  Fernando Abdala 2005. Liolaemus senguer ingår i släktet Liolaemus och familjen Tropiduridae. Inga underarter finns listade i Catalogue of Life.